# CR6261
CR6261 è un anticorpo monoclonale, scoperto nel 2008 da Throsby et al, diretto contro il gambo dell'emoagglutinina (HA) che ha dimostrato un'ampia neutralizzazione e protezione negli animali.
A differenza di altri anticorpi contro l'influenza, CR6261 riconosce una regione elicoidale altamente conservata nello stelo prossimale alla membrana delle subunità HA1 e HA2. L'anticorpo neutralizza il virus bloccando i riarrangiamenti conformazionali associati alla fusione delle membrane. Stabilizza infatti la struttura dell'HA nella fase di prefusione e impedisce la fusione dipendente dal pH tra le membrane cellulari e virali negli endosomi.
In vitro, CR6261 mostra attività neutralizzante contro i virus influenzali del gruppo 1, che includono H1, H2, H5, H6, H8 e H9. È stato inoltre dimostrato che ha efficacia terapeutica e profilattica contro H1N1 e H5N1 negli animali. È stato anche dimostrato che CR6261 non è in grado di neutralizzare tutti i virus influenzali del gruppo 2.
Uno studio di fase 1 controllato con placebo e con dosi crescenti ha rilevato che CR6261 è sicuro.